# Aironi Rugby 2011-2012
La stagione 2011-2012 è la seconda ed anche ultima stagione della franchise degli Aironi Rugby. Il 1º settembre 2011 la Banca Monte dei Paschi di Siena comunica la sua intenzione di non continuare più il rapporto di sponsorizzazione, mettendo così fine ad un rapporto che li aveva visti per quattro anni sulle maglie del Viadana e l'anno precedente su quelle degli Aironi.
Per la stagione di RaboDirect Pro12 2011-2012 le divise di gioco, firmate Adidas, cambiarono lievemente rispettando però la base del colore nero per le partite casalinghe e quella bianca per quelle in trasferta. Per le partite di Heineken Cup, questa volta, si decise di utilizzare una maglia color ciano. Alla guida tecnica della squadra viene riconfermato il gallese Rowland Phillips. 
Le partite casalinghe di Heineken Cup si tengono allo stadio Brianteo di Monza, potendo contare su una capienza di 18.000 posti e sul bacino d'affluenza della Brianza. Il primo match al Brianteo si è tenuto il 12 novembre 2011 con i Leicester Tigers, terminata 12-28 in favore degli inglesi e che fece registrare un'affluenza di 8.150 spettatori, il più alto nella storia della franchigia.
Nel corso della stagione regolare gli Aironi si impongono allo Zaffanella contro i più quotati club di Edimburgo e Connacht, contro i campioni in carica del Munster e nel derby casalingo contro il Benetton, aggiudicandosi il primo e unico derby della loro storia, col punteggio di 27-13. Nonostante le quattro vittorie casalinghe e i sei punti di bonus conquistati contro Ulster, Cardiff RFC, Newport, Scarlets e Ospreys gli Aironi si classificano al 12º ed ultimo posto in classifica generale, come la stagione precedente.
Il 6 aprile 2012 la FIR decide di revocare la licenza al termine della stagione in corso per motivi economici. Inutili i successivi ricorsi, campeggiati dal presidente Silvano Melegari del gruppo Arix, da parte della franchigia prima e del Viadana poi.

## Organigramma societario
- Presidente: Daniele Silvano Melegari
- CdA: Diniele Silvano Melegari, Stefano Cantoni, Gabriele Ruffolo
- Comitato consultivo: Daniele Silvano Melegari, Stefano Cantoni, Franco Tonni, Andrea Armagni, Luca Baraldi
- CEO: Stefano Cantoni
- Sviluppo e coordinamento tecnico franchigia: Franco Tonni, Franco Bernini, Cosetta Falavigna, Maurizio Re
- Coordinamento sviluppo e manutenzione piano industriale: Luca Baraldi
- Direzione organizzativa: Sabrina Morini
- Direzione sportiva: Franco Tonni
- Direzione commerciale e comunicazione: Andrea Armagni
- Direzione amministrazione e finanza: Stefano Cantoni

## Divise da gioco
Il fornitore tecnico per la stagione sportiva 2011-2012 è Adidas.
| 1ª divisa | 2ª divisa | Derby italiano |

## Rosa e staff tecnico

### Permit player
- Davide Giazzon[5] (TL)
- Alfio Luca Mammana[6] (SL)
- Filippo Cristiano (FL)
- Riccardo Pavan (TQ)
- Denis Majstorović (CE)

## Trasferimenti 2011-2012

### Arrivi
- Tommaso D'Apice dalla  Rugby Roma
- Antonio Denti dal  GranDucato
- Frans Viljoen dai  Cheetahs
- Naas Olivier dai  Cheetahs
- Filippo Ferrarini dai  Crociati
- Ruggero Trevisan dai  Crociati
- Tyson Keats dagli  Hurricanes
- Luciano Orquera dal  Brive
- Andrea Masi dal  Racing Métro 92
- Sinoti Sinoti dal  Hawke's Bay

### Partenze
- Luigi Ferraro al  Calvisano
- Jaco Erasmus al  Calvisano
- Aldo Birchall al  Calvisano
- Vickus Liebenberg al  Pais d'Aix
- Gareth Krause ritiro, poi ai  Border Bulldogs
- Michael Wilson al  Rovigo
- Riccardo Bocchino a  I Cavalieri
- James Marshall a  Tasman
- Dylan des Fountain ai  Lions
- Julien Laharrague ai  Lions
- Horacio San Martín al  Périgueux
- Danwel Demas ai  Boland Cavaliers
- Giulio Rubini ai  Crociati

## Competizioni
- Pro12 2011-2012
- Heineken Cup 2011-2012